# Liste von Bergwerken im Sauerland

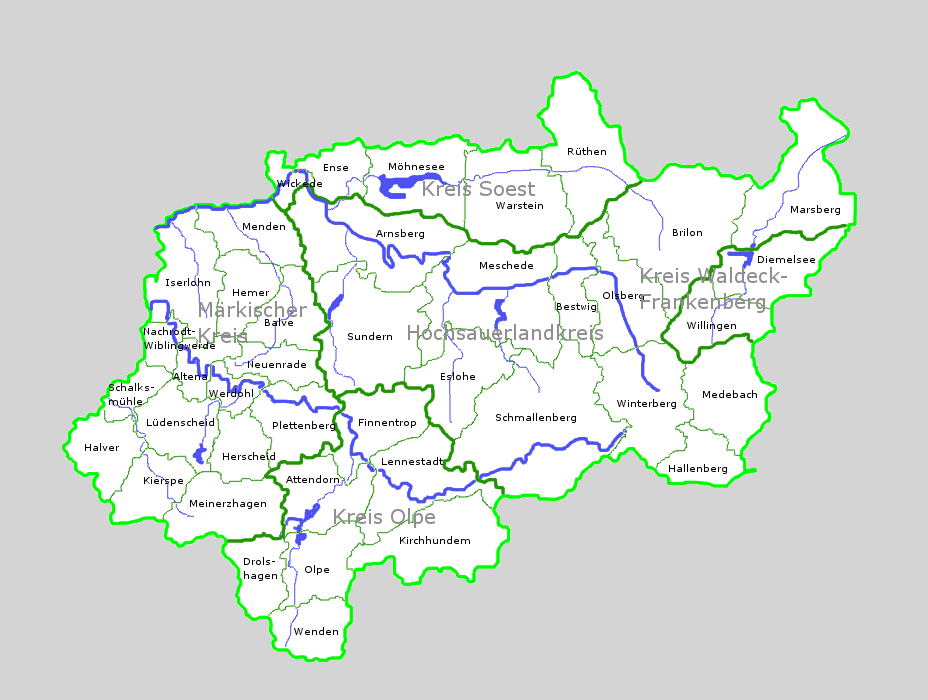
Region Sauerland

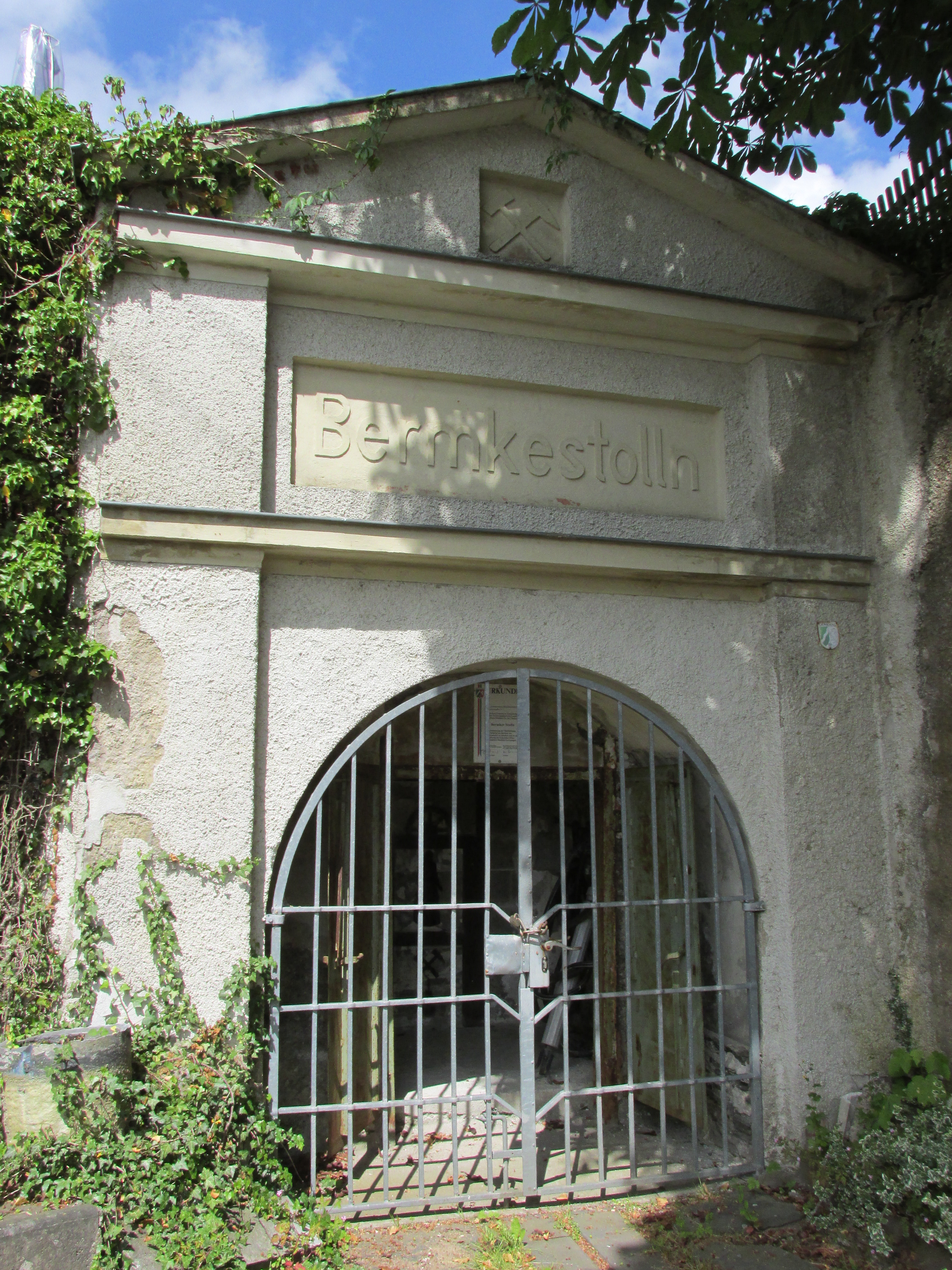
Bermkestolln Halberbracht, Lennestadt

Die Liste der Bergwerke im Sauerland führt die Gruben, Bergwerke, Stollen und andere unter das Bergrecht fallende Betriebspunkte im Sauerland auf. Der Bergbau im Sauerland blickt auf eine Tradition bis in die Zeit der Römer in Germanien zurück.
Der Erzbergbau im Sauerland diente vor allem zur Förderung von Eisen, Kupfer, Zink und Blei. Zudem wurden Schiefer, Schwerspat, Schwefelkies und im geringen Umfang Kohle gefördert.